# Villiers-Saint-Frédéric
Villiers-Saint-Frédéric ist eine französische Gemeinde mit 3.231 Einwohnern (Stand: 1. Januar 2022) im Département Yvelines in der Region Île-de-France. Sie gehört zum Arrondissement Rambouillet und zum Kanton Aubergenville (bis 2015: Kanton Montfort-l’Amaury). Die Einwohner werden Villiersois genannt.

## Geographie
Villiers-Saint-Frédéric befindet sich etwa 30 Kilometer westlich von Versailles am Fluss Mauldre. Umgeben wird Villiers-Saint-Frédéric von den Nachbargemeinden Saint-Germain-de-la-Grange im Norden und Nordosten, Neauphle-le-Château im Osten, Jouars-Pontchartrain im Südosten, Neauphle-le-Vieux im Süden und Westen sowie Beynes im Nordwesten.
Durch die Gemeinde führt die frühere Route nationale 12 (D912).

## Bevölkerungsentwicklung
| Jahr      | 1962 | 1968 | 1975 | 1982 | 1990 | 1999 | 2006 | 2012 |
| Einwohner | 766  | 946  | 1198 | 1410 | 2306 | 2386 | 2684 | 2730 |

## Sehenswürdigkeiten
- Kirche Saint-Frédéric, frühere Kapelle Saint-Georges des Schlosses Villiers, ursprünglich im 13. Jahrhundert erbaut, im 15. Jahrhundert umgebaut, 1783 zur Kirche umgewandelt
- Reste des Schlosses Villiers, ursprünglich im Stil Ludwigs XIII. errichtet, fast vollständig beseitigt (die alte Schlosskapelle ist heute die Kirche Saint-Frédéric), noch vorhanden ist auch der Gutshof
- Wald von Villiers, 40 Hektar großes Waldgebiet

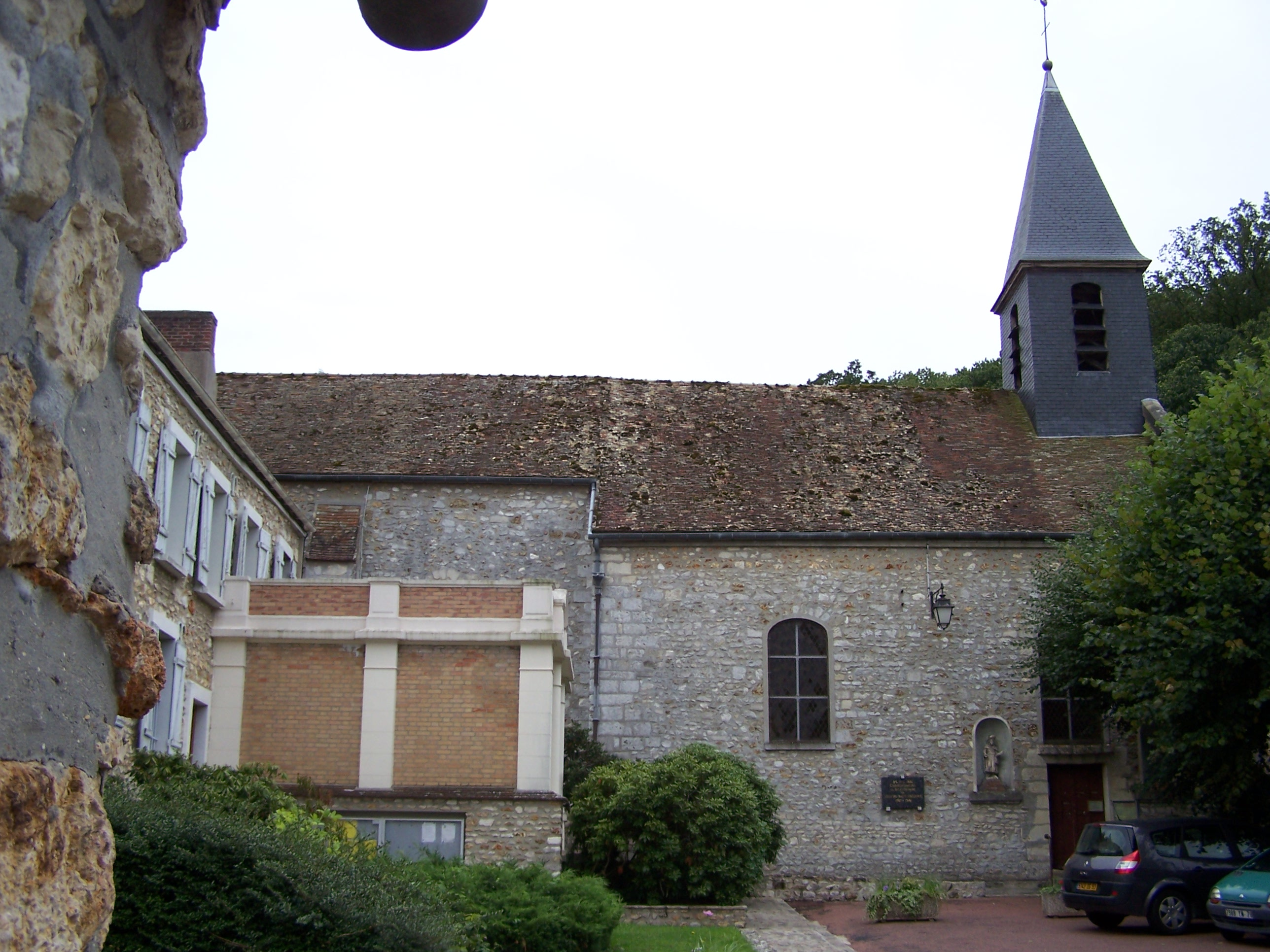
Kirche Saint-Frédéric

## Wirtschaft
In Villiers-Saint-Frédéric befindet sich das Entwicklungszentrum für Nutzfahrzeuge IDVU (Ingenierie Division Vehicules Utilitaires) von Renault und eine der größten Renault-Produktionsstätten für Fahrzeugteile und Werkzeuge.